# Atyria dichroides
Atyria dichroides är en fjärilsart som beskrevs av Louis Beethoven Prout 1916. Atyria dichroides ingår i släktet Atyria och familjen mätare. Inga underarter finns listade i Catalogue of Life.